# Botanophila mediotubera
Botanophila mediotubera är en tvåvingeart som beskrevs av Deng, Li och Liu 1996. Botanophila mediotubera ingår i släktet Botanophila och familjen blomsterflugor.
Artens utbredningsområde är Sichuan (Kina). Inga underarter finns listade i Catalogue of Life.